# مستشفى ساقلتة المركزي
مستشفى ساقلتة المركزي هو مستشفى في ساقلتة، سوهاج، مصر.

## الوصف
المستشفي تتكون من مبنى جديد، ومبنى لقائم على مساحة 7473 مترا مربعا، بطاقة 186 سريرا، منها 78 سرير إقامة، و18 سرير للعناية المركزة، و 16 سرير إفاقة، و42 حضانة للأطفال المبتسرين، بالإضافة إلى 32 كرسي غسيل كلوي.
تتكون المستشفي من 4 طوابق وتشمل:
- الطابق الأول أقسام «العلاج الطبيعي، والغسيل الكلوي، والمعامل، والمناظير، ومنطقة إقامة للمرضى».
- الطابق الثاني  يشمل «قسم العمليات، والعنايات المركزة، وقسم الإدارة، ونظم المعلومات، ومنطقة إقامة للمرضى».
- الطابق  الثالث «قسم النساء والتوليد، وقسم الحضانات والأطفال المبتسرين، ومنطقة إقامة للمرضى».
- الطابق  الرابع «يشمل 2 وحدة إقامة لأطقم الأطباء والتمريض».